# Herøy (Møre og Romsdal)
|  | Aquest article és sobre el municipi de Møre og Romsdal. Per a veure el municipi homònim situat al comtat de Nordland, vegeu Herøy (Nordland). |

Herøy és un municipi situat al comtat de Møre og Romsdal, Noruega. Té 8.972 habitants (2016) i té una superfície de 119.77 km². El centre administratiu del municipi és el poble de Fosnavåg.